# 庆达河
庆达河，是中国长江流域的一条河流，汇入雅砻江，属于金沙江水系。河长110千米，流域面积1870平方千米，年均流量30立方米每秒。自然落差1540米。水能理论蕴藏量20万千瓦。